# Rayman 3: Hoodlum Havoc
Rayman 3: Hoodlum Havoc é um jogo eletrônico de plataforma desenvolvido pela Ubi Pictures e publicado pela Ubi Soft. É o terceiro título da série Rayman e foi lançado em 2003.

## História de Rayman 3 e Rayman Inventado
Tudo andava calmo na Encruzilhada dos Sonhos, e Rayman e seus amigos não imaginavam que estavam prestes a viver uma aventura.
Um dia, um Lum Vermelho chamado André se transforma numa bola preta e briguenta! Ela é mal e seu maior sonho é dominar o Reino de Polokus. Ela descobriu que tinha o poder de contaminar todos transformando-os em Lums Pretos como ele, como se fosse um vírus.
Eles roubavam peles de animais e faziam uma espécie de cor para ele, eles se transformavam em Hoodluns. E André se tornou o líder.
Só Rayman e seu parceiro Globox poderiam derrotá-los, mas acidentalmente Globox engoliu André. Sendo forçado a beber Suco de Ameixa em certas partes do jogo, Globox tem alergia a esse suco, por isso em certos momentos, ele poderá causar alguma reação de perder seu autocontrole. Depois de varios confrontos com chefes, Rayman enfrenta Reflux o Guerreiro. após o confronto, a fabrica de André, é destruída por Rayman fazendo André, que conseguiu sair de Globox se enfurecer e se aliar a Reflux. pouco tempo depois Rayman Descobre que Reflux roubou o trono de seu rei e se fundiu a André. Após um intenso Confronto Rayman e Globox voltam para a Encruzilhada dos Sonhos  e André retornar a ser um Lum Vermelho.No entanto os dois acabam dormindo e é revelado que as mãos de Rayman sairam de seu corpo e começaram a fazer sombras. uma dessas sombras era a de um Monstro que acabou assustando André o lum Vermelho. Fazendo-o se transformar em Black Lum isso se repete, Deixando incerto o destino da historia.

## Personagens
Rayman: O personagem principal do jogo, conhecido por seus "braços e pernas Invisíveis". Ao meio do jogo, poderá se transformar num Rayman "diferente", com o surgimento dos power-ups, que tornam Rayman mais poderoso e com um poder diferente para cada cor do power-up.
Globox: O amigo atrapalhado de Rayman, que no jogo engoliu acidentalmente o líder dos Hoodlums: André. Como nos outros jogos, ele é sempre o mais atrapalhado e o mais humorístico do jogo.
Murfy: Uma espécie de conselheiro e treinador de Rayman, que o guiará no princípio do jogo;
André: Era um Lum Vermelho, mas depois se transformou num Lum Preto que começou a se espalhar como um vírus na "Encruzilhada dos Sonhos" e logo se alguém não impedisse iria se espalhar por toda Polokus.
Hoodlums: São os inimigos do jogo, são Lums Pretos criado em um "corpo de Pano".
Matuvus: São camaleões que escalam paredes e dão pontos de bônus (250 pontos) se a câmera for centrada neles.
Tribelles: São borboletas que dão pontos extras (250 pontos) se Rayman se aproximar delas lentamente.